# Xã Iowa, Quận Wright, Iowa
Xã Iowa (tiếng Anh: Iowa Township) là một xã thuộc quận Wright, tiểu bang Iowa, Hoa Kỳ. Năm 2010, dân số của xã này là 346 người.